# Rainbow Ridge
Rainbow Ridge (englisch für Regenbogenrücken) ist ein Gebirgskamm an der Scott-Küste des ostantarktischen Viktorialands. Er bildet den Westrand der kraterähnlichen Vertiefung im Zentrum der Brown-Halbinsel.
Der New Zealand Geological Survey und Wissenschaftler der Victoria University of Wellington Antarctic Expeditions führten zwischen 1964 und 1965 geologische Untersuchungen durch und nahmen die deskriptive Benennung vor. Diese leitet sich von den unterschiedlichen Brauntönen im Trachytgestein des Gebirgskamms infolge glazialer Einwirkungen ab.